# Bogumiła Kapłoniak
Bogumiła Kapłoniak (* 1977) ist eine polnische Biathletin und Paralympionikin.

## Sportliche Leistungen
Bogumiła Kapłoniak nahm an den Winter-Paralympics 2002 teil. Dort konnte sie im Biathlon über 7,5 km, freie Technik, stehend eine Bronzemedaille gewinnen. Zuvor startete sie bereits bei den Winter-Paralympics 1998, wo sie den 5. Platz belegte.
Bei den Weltmeisterschaften in Crans-Montana im Jahr 2000 erreichte Bogumiła Kapłoniak den 1. Platz.